# Короли Ивето
Сеньоры, затем короли и принцы Ивето (фр. seigneurs, rois et princes d'Yvetot) — владетели небольшой сеньории в нормандской земле Ко (фр.), с центром в городе Ивето. С конца XIV века сеньоры Ивето почти два столетия официально носили королевский титул, и этот странный факт породил различные домыслы, легенды и анекдоты.

## Легенды
Хронист и первопечатник второй половины XV века Робер Гаген сообщает наиболее раннюю легенду о происхождении титула короля Ивето.

Среди родственников Хлотаря был Гольтье из Ивето, дворянин из земли Ко и его первый палатный служитель. Поскольку его преданность и услуги день ото дня увеличивали королевское расположение, другие куртизаны, движимые завистью, возвели на него поклеп, обвинив в измене Хлотарю, который приговорил его к смерти. Гольтье, избежав опасности, покинул двор, уехал из Франции и отправился воевать в земли неверных. Прошло десять лет, за время которых он добился больших успехов. Надеясь, что время уменьшило гнев короля, он решил вернуться во Францию. Отправившись сначала в Рим к папе Агапиту, он получил от того рекомендательные письма, затем, выбрав для самозащиты день, когда, по его мнению, христианский суверен не мог бы отказать в прощении, предстал перед Хлотарем в святую пятницу, в то самое время, когда этот принц преклонял колени пред истинным крестом в церкви Святого Медарда в Суассоне. Но едва король признал своего прежнего любимца, как ярость охватила его, и выхватив меч у одного из тех, что находились подле него, он поразил Гольтье и поверг его мертвым к своим ногам. При известии об этом убийстве, совершенном в подобный день и в таком месте, папа, возмущенный, направил Хлотарю самый суровый выговор, угрожая ему гневом Церкви, если тот не поторопится искупить своё преступление. Успокоившийся король, посовещавшись с мудрыми советниками, освободил наследников Гольтье и тех, кто в дальнейшем стал бы обладателем земли Ивето, от всякой зависимости от королей Франции, также и от обязанности приносить им оммаж, и утвердил эту уступку грамотами, скрепленными своей подписью и королевской печатью. Оттуда пошло, что владетели этой земли и этой деревни носят, до настоящего времени, неоспоримый титул короля.— Цит. в пересказе Реми де Гурмона
Гаген добавляет, что в некоем «надежном и неоспоримом источнике» (autorité constante et indubitable) он нашел указание, что это событие имело место в 536 году.
Этот рассказ вызывал большие сомнения уже у авторов XVII—XVIII веков, не владевших приемами исторической критики, но заметивших, что своего источника Гаген, как и положено средневековому фальсификатору, не назвал. Исследователи XIX века отвергли его как явный вымысел, основанный, в лучшем случае, на каких-то местных преданиях.
Высказывалось предположение, что хронист мог перепутать Хлотаря с королём Франции Лотарем, и, соответственно, Агапита I с Агапитом II.
Другая популярная версия, приведенная авторами «Французской Готы» в 1904 году, возводит происхождение титула к известной легенде о высадке в Англии Вильгельма Завоевателя. Якобы, спрыгнув из лодки на берег, герцог не устоял на ногах и упал, что считалось дурным предзнаменованием, и тогда его шут Ансфельд подсказал сеньору поступить по примеру Юлия Цезаря, испытавшего такой же конфуз во время высадки в Африке: сделать вид, что растянулся намеренно, и, обхватив как можно больше земли руками, воскликнуть: «Я пришел взять во владение землю, которую должен завоевать!»
Благодарный герцог возвел шута в короли Ивето.
Эта история также явно позднего происхождения, хотя некоторые авторы и пытались искать её следы в знаменитом Романе о Ру.

## Сеньория Ивето

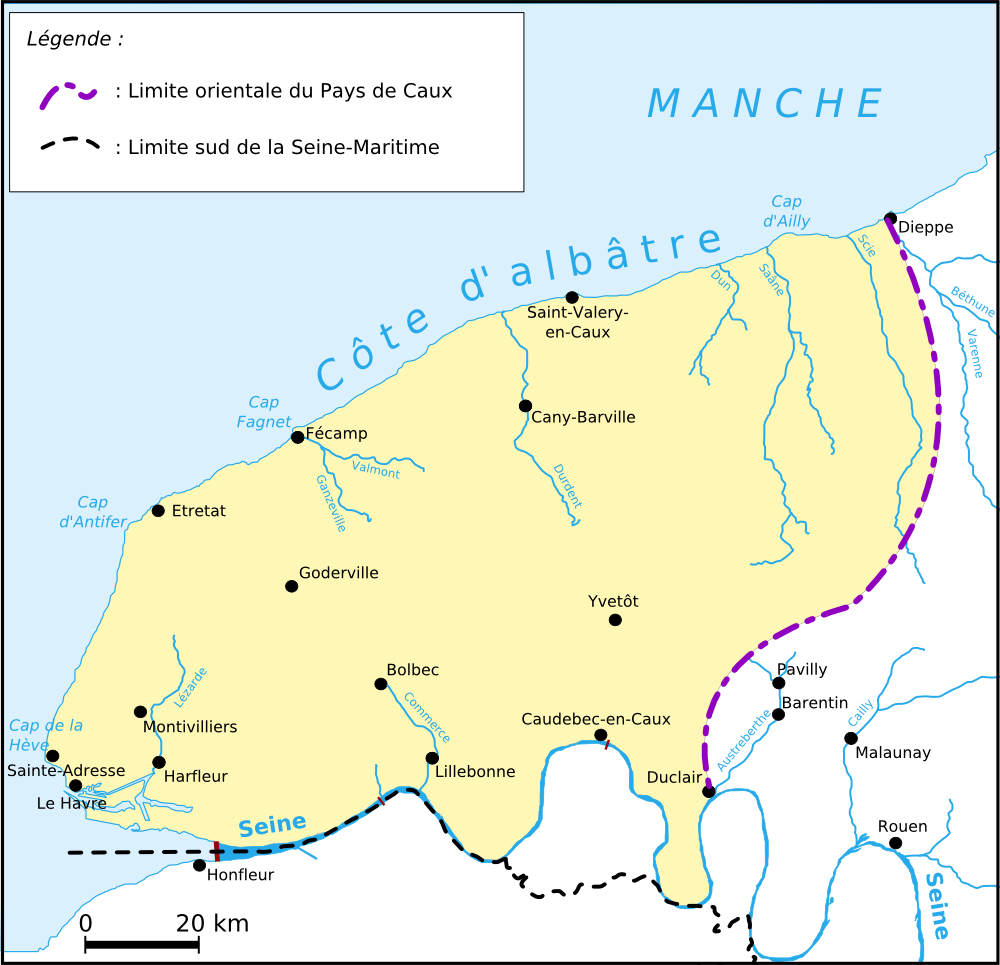
File:Carte pays Caux1.png

В действительности, хронисты упоминают в 1066 году сеньора Жана д'Ивето, участвовавшего вместе с другими нормандскими рыцарями в битве при Гастингсе. В 1147 Готье (Gaulthier) д'Ивето участвовал в крестовом походе, а в 1152 уступил аббатству Сен-Вандриль две трети десятины своей церкви. Луи Морери утверждает, что в награду за доблесть, проявленную в Святой Земле, Генрих II освободил его землю от вассальной зависимости, но это утверждение, как и предыдущие легенды, не подтверждается документами.
В 1206 году, после подчинения Нормандского герцогства французской короне, новой администрацией была проведена ревизия феодальных держаний. В актах фигурирует Роберт д'Ивето, обязанный снаряжать на королевскую службу треть тяжеловооруженного всадника (troisième partie d'un homme d'armes), и в перечне вассалов этот сеньор невысокого ранга записан как Robertus de Yvetot tertiam partem militis.
В 1313 году хроники упоминают Жана д'Ивето, как происходящего от одного из 36 новых рыцарей, которых Филипп II Август создал в Нормандии. В документах парижской счетной палаты между 1360 и 1366 упоминается Перрено д'Ивето, получивший за свои добрые и любезные услуги на королевской службе награду в 30 франков.

## Королевский титул
Наследник Перрено Жан IV д'Ивето, приближенный короля Карла V и его дворцовый распорядитель, под 1371 годом последний раз упоминается как сьер Ивето, затем с 1373 года называется то принцем, то королём, то сеньором милостью Божией, а в постановлении Нормандского казначейства от 1392 года уже именуется королём Ивето.
При каких обстоятельствах был получен этот титул, неизвестно. Как полагают исследователи, сеньория Ивето получила статус так называемого свободного фьефа (franc-fief), или суверенного аллода, что само по себе не было редкостью, хотя подобные владения обычно располагались на окраинах Франции, в пограничных регионах со смешанной или неясной верховной юрисдикцией. Наиболее известными примерами таких суверенных владений являлись Беарн, Бидаш, и сохранившееся до настоящего времени княжество Монако. Менее известные сеньории, владетели которых также титуловались королями, существовали на имперской территории во Фландрии, Эно и Брабанте (короли Эстерно, Мод, Эстимо).
Статус свободного фьефа означает, что его владелец не обязан никому ни вассальной присягой, ни военной службой, никому не платит податей ни в каком виде, обладает на своей земле правом высшей юрисдикции, и, подобно королю, держит свою землю благодаря Богу и своему мечу. Исследовав этот вопрос, Огюстен Лабютт отмечает, что сеньоры Ивето имели значительные вольности уже в XIII веке, а на их земле, фигурирующей в документе 1203 года как libero feodo de Yvetot, иностранные купцы могли производить беспошлинный торг.
Тем не менее, во Франции такие сеньоры не могли иметь королевского титула. Жозеф-Никола Гио в первом томе своего «Трактата о правах, функциях, франшизах, льготах, прерогативах и привилегиях, полагающихся во Франции каждому званию», отдельно упоминает случай с королями Ивето, воспринимавшийся во времена абсолютной монархии как досадный курьез.

Во все времена, рассмотренные нами, во Франции титул короля принадлежал только суверену. Во времена Гуго Капета было несколько герцогов и графов, столь же могущественных, как и он; ни один из них, однако, не мечтал называться королём. Сеньор Ивето единственный носил долгое время этот титул, но это было с его стороны нелепостью, которую его наследники имели мудрость исправить.— Guyot J.-N. Traité des droits, fonctions, franchises, exemptions, prérogatives et privilèges annexés en France à chaque Dignité, p. 104.
В примечании Гио приводит знаменитую цитату из отчета Шарля де Бургевиля, генерального наместника бальяжа Кана:
Королевский титул сеньоров Ивето несколько раз в XV—XVI веках был засвидетельствован грамотами французских королей и другими официальными документами. Людовик XI жалованными грамотами 1461 и 1464 годов подтвердил право верховной юрисдикции (включая помилование преступников), сохранявшееся королями Ивето до 1553 года. Их земля была освобождена от уплаты податей, что подтвердило распоряжение от 7 февраля 1575 г., а сами они имели право взимать с фермеров четвертину, что было исключительной королевской привилегией. Также короли и принцы Ивето имели право чеканить монету, не посылать своих младших сыновей в дворянскую гвардию французского короля (постановления государственного совета от 1676 и 1684 гг.), и вообще не были обязаны нести никакой военной службы.
Свиток со списком выплат ста дворянам Дома короля, датированный 1 января 1491 г., указывает, что Жану Боше I, королю Ивето, лейтенанту ста дворян, полагалось 400 ливров в предстоявшем году. С титулом короля Жан Боше указан и в королевских счетах за 1493 год.
13 августа 1543 г. Франциск I издал жалованные грамоты, зарегистрированные затем в парламенте, подтверждавшие за Изабо Шеню, дамой Ивето, право называться королевой, в связи с процессом, инициированным по этому поводу дамой де Монтур. В декабре 1548 г. король снова подтвердил вольности королей Ивето.

## Принцы Ивето
Со временем владения сеньоров Ивето расширились за счет присоединения трех соседних приходов: Сен-Клер-сюр-ле-Мон, Сен-Мари-де-Шан и Экаль-Али, но на эти земли франшизы Ивето, вероятнее всего, не распространялись.
Генрих II 20 января 1553 г. также подтвердил статус владетелей Ивето, за исключением верховной юрисдикции. После регистрации этой грамоты Руанским парламентом в 1555 году сеньоры Ивето утратили королевский титул и стали именоваться принцами.
Со временем королевская власть начала урезать иммунитет княжества. В 1711 г. принц Ивето потребовал у Королевского совета вернуть ему привилегию сбора так называемого «Десятого денье» — военного налога, именовавшегося во Франции XVIII века «военной десятиной». Процесс он проиграл, и постановление совета гласило, что, поскольку

...королевство Франция служит барьером для княжества Ивето, последнее должно по мере возможности вносить свой вклад в защиту границ, поскольку враги французской короны не оставят нетронутым названное княжество Ивето, если смогут проникнуть в землю Ко.
— Labutte A. Histoire des rois d'Yvetot, p. 95
Сеньория Ивето была ликвидирована революцией, титул принца Ивето, перешедший в конце XVII века к дому Альбон, ныне принадлежит маркизу Клоду д'Альбону (р. 1970), сыну маркиза Андре д'Альбона, принца Ивето (1923—2015).

## Анекдоты и песня Беранже
Гио, авторы «Французской Готы» и Реми де Гурмон приводят несколько исторических анекдотов о королях Ивето.
Рассказывали, что Людовик XI, проезжая через земли влиятельного Гийома де Шеню, короля Ивето, одернул одного из куртизанов, назвавшего его «Сир»: «Не называй меня так. Я не король Франции, пока мы на землях короля Ивето».
Генрих IV, любивший шутки, потерпев в 1589 году поражение в Нормандии от войск Лиги и подумывая о бегстве в Англию, отступил в район Ивето и остановился у мельницы, принадлежавшей его королю, после чего объявил своим людям: «Даже если я потеряю Французское королевство, по крайней мере сохраню за собой это Ивето». В другой раз он якобы сказал об короле Ивето, которым в то время был Рене II дю Белле или Мартен III: «Это маленький король, но это король», а во время коронации Марии Медичи в мае 1610 г. в аббатстве Сен-Дени, увидев, что великий магистр церемоний и его служащие не нашли приличного места для Мартена дю Белле, воскликнул: «Я хочу, чтобы дали место моему маленькому королю Ивето согласно достоинству и рангу, которые ему положены». Последний анекдот был записан со слов дворянина, уверявшего, что он был очевидцем. По мнению Лабютта, если это событие и имело место, то реплика короля означала не более чем простую монаршую учтивость, поскольку правитель Ивето к этому времени больше не считался королём.
В 1813 г. Пьер-Жан де Беранже написал знаменитую песню «Король Ивето», о монархе, который правил страной по старым добрым обычаям, не облагая народ чрезмерными податями и не требуя постоянного налога кровью. Песня, явно метившая в Наполеона, быстро стала популярной, и не только у тайных роялистов, мечтавших о пришествии Людовика XVIII, хотя до падения Первой империи её напевали вполголоса.

## Короли и принцы Ивето
Дом Ивето:
- Жан IV д'Ивето
- Мартен д'Ивето. В 1401 продал сеньорию камергеру Карла VI Пьеру де Вилену

Дом де Вилен:
- Пьер I Заика, сеньор де Вилен (ум. 1415), погиб при Азенкуре
- Пьер II Заика, сеньор де Вилен, король Ивето в 1415—1417

В 1417 году Нормандия была оккупирована англичанами, а город Ивето сожжен. В 1418 году Генрих V передал владения сеньора де Вилена, в том числе Ивето, Джону Холланду, владевшему этой землей как простым фьефом. После изгнания англичан наследники Ивето Пьер Мале де Гравиль, Пьер д'Олонн и Гийом де Монролье в 1460 году продали сеньорию камергеру Людовика XI Гийому Шеню, за которым в 1461 году был подтвержден королевский титул.
Дом Шеню:
- Гийом Шеню (ум. ок. 1465), король Ивето
- Жак Шеню, сын предыдущего (ум. ок. 1494), король Ивето
- Перро Шеню (ум. до 1503), брат предыдущего, король Ивето
- Жан I Боше, сын предыдущего, король Ивето
- Изабо Шеню (ок. 1518 — после 1581 (ок. 1589?), дочь предыдущего, королева Ивето

Дом дю Белле:
- Мартен II дю Белле (ок. 1495—1559), принц Ивето, муж Изабо Шеню
- Мари дю Белле (ум. 1611), принцесса Ивето, дочь предыдущего
- Рене II дю Белле (ум. 1606), принц Ивето, муж предыдущей
- Мартен III дю Белле (ум. 1637), принц Ивето, сын предыдущего
- Шарль дю Белле (ум. 1661), принц Ивето, сын предыдущего

Дом д'Апельвуазен:
- Антуан д'Апельвуазен, сеньор де Шатеньере, принц Ивето, муж Анны дю Белле, дочери Рене II
- Рене д'Апельвуазен, сеньор де Шатеньере, принц Ивето, сын предыдущего
- Мари д'Апельвуазен, принцесса Ивето, дочь предыдущего

Дом де Креван:
- Шарль-Бонавантюр де Креван, сеньор де Брёй, принц Ивето, муж Мари д'Апельвуазен
- Жюли-Франсуаза де Креван (ок. 1671—1698), принцесса Ивето, дочь предыдущего

Дом д'Альбон:
- Камиль д'Альбон, маркиз де Сен-Форжё, принц Ивето (1657—1729), муж Жюли-Франсуазы де Креван
- Жюли д'Альбон (1695—1748), принцесса Ивето, дочь предыдущего
- Клод II д'Альбон де Галь (1687—1772), граф де Сен-Марсель-д'Юрфе, муж предыдущей
- маркиз Камиль II д'Альбон (1722—1789), принц Ивето, сын предыдущего
- граф Камиль III д'Альбон (1752—1789), принц Ивето, сын предыдущего

После смерти последнего принца Ивето наследницей сеньории, приносившей 40 тыс. ренты в год, стала его дочь Виктория-Луиза-Маргарита д'Альбон (1780—1839), вышедшая замуж за нормандского барона Эсташа Луи де Воклен де Шен (1769—1859). После отмены дворянских привилегий летом 1789, владетели Ивето, лишившиеся доходов, продали большую часть сеньории.
- маркиз Антуан д'Альбон (1892—1965), получил титул принца Ивето
- маркиз Андре д'Альбон (1923—2015), принц Ивето
- маркиз Клод д'Альбон (р. 1970), принц Ивето